# Viseur de caméra
Pour les articles homonymes, voir Viseur (homonymie).

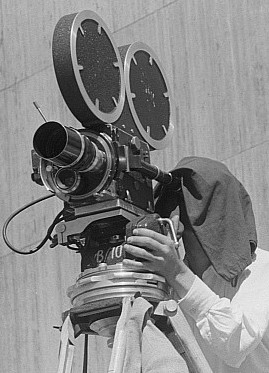
L'art de mieux voir sous un voile.

Dans une caméra de prise de vues cinématographique, qu’elle soit professionnelle ou d’amateurs, le viseur désigne l'équipement technique qui permet au cadreur de déterminer la façon dont il va filmer son sujet : angle de prise de vues, « grosseur » du plan, déplacements éventuels de la caméra, et par lequel il contrôle tous ces éléments durant la prise de vues.
On parle aussi de « visée », de « système de visée », le terme est surtout employé dans les cas de la « visée reflex » et de la « visée vidéo ».

## Histoire

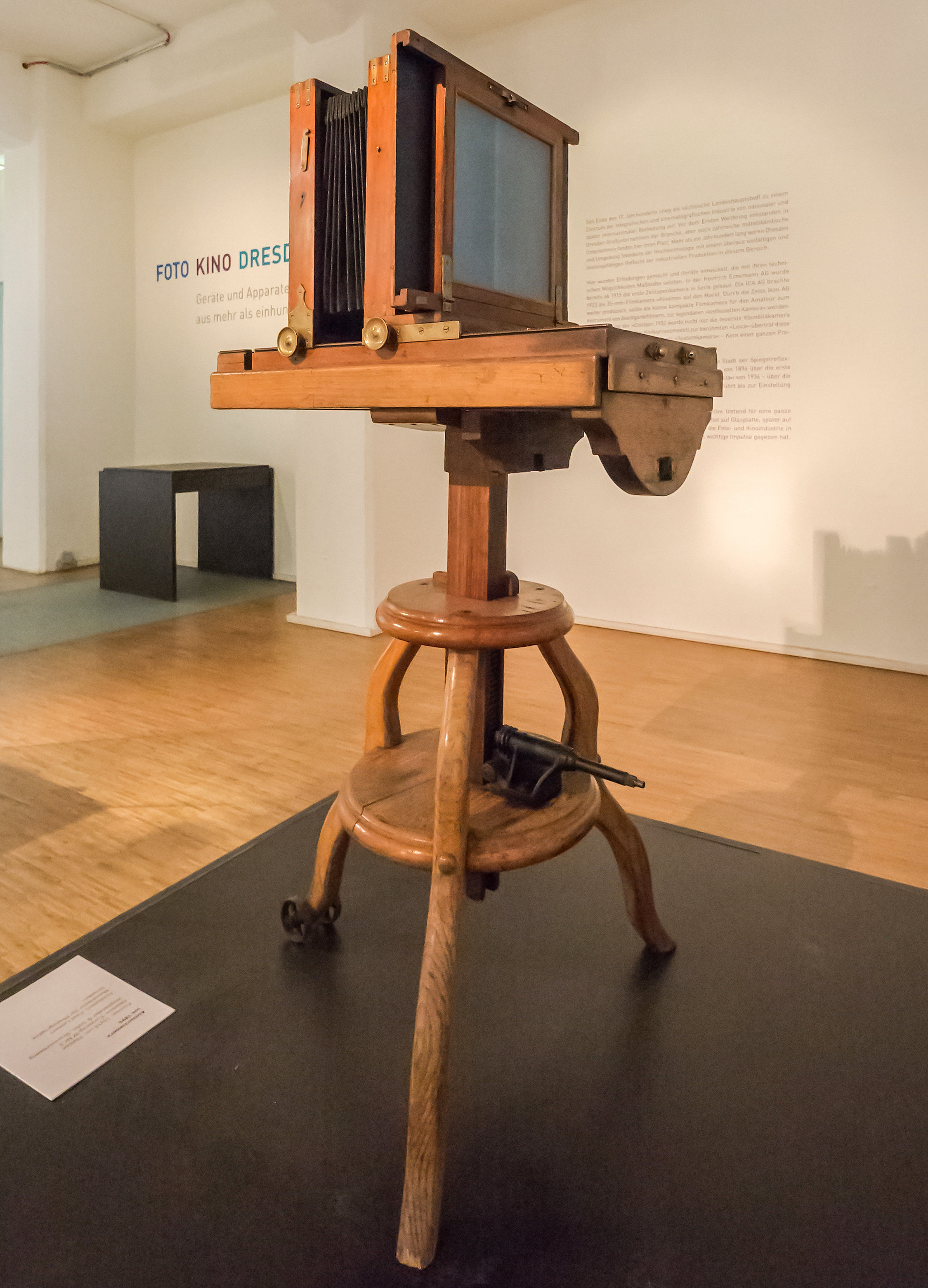
Chambre photographique grand format (1895).

Les premières caméras de cinéma, la caméra Kinétographe de Thomas Edison et Dickson (1891), ou la caméra Cinématographe de Louis Lumière (1895) ne comportaient pas de viseur. Dickson et son assistant William Heise, aussi bien que Louis Lumière, ont repris la méthode utilisée pour les chambres photographiques : ils visaient directement à travers le cadre de la prise de vues, que l’on appelle communément la fenêtre de cadrage du film. Cette opération n’était possible que lorsque la caméra était vide et cette particularité ne gênait pas les pionniers du cinéma puisque à leurs yeux la photographie en mouvement n’était qu’un domaine de la photographie fixe. En effet, le photographe cadrait et faisait le point (rendre net) sur le verre dépoli placé au dos de son appareil, en s’aidant le plus souvent d’un voile noir qu’il coiffait pour s’isoler de la lumière ambiante. 

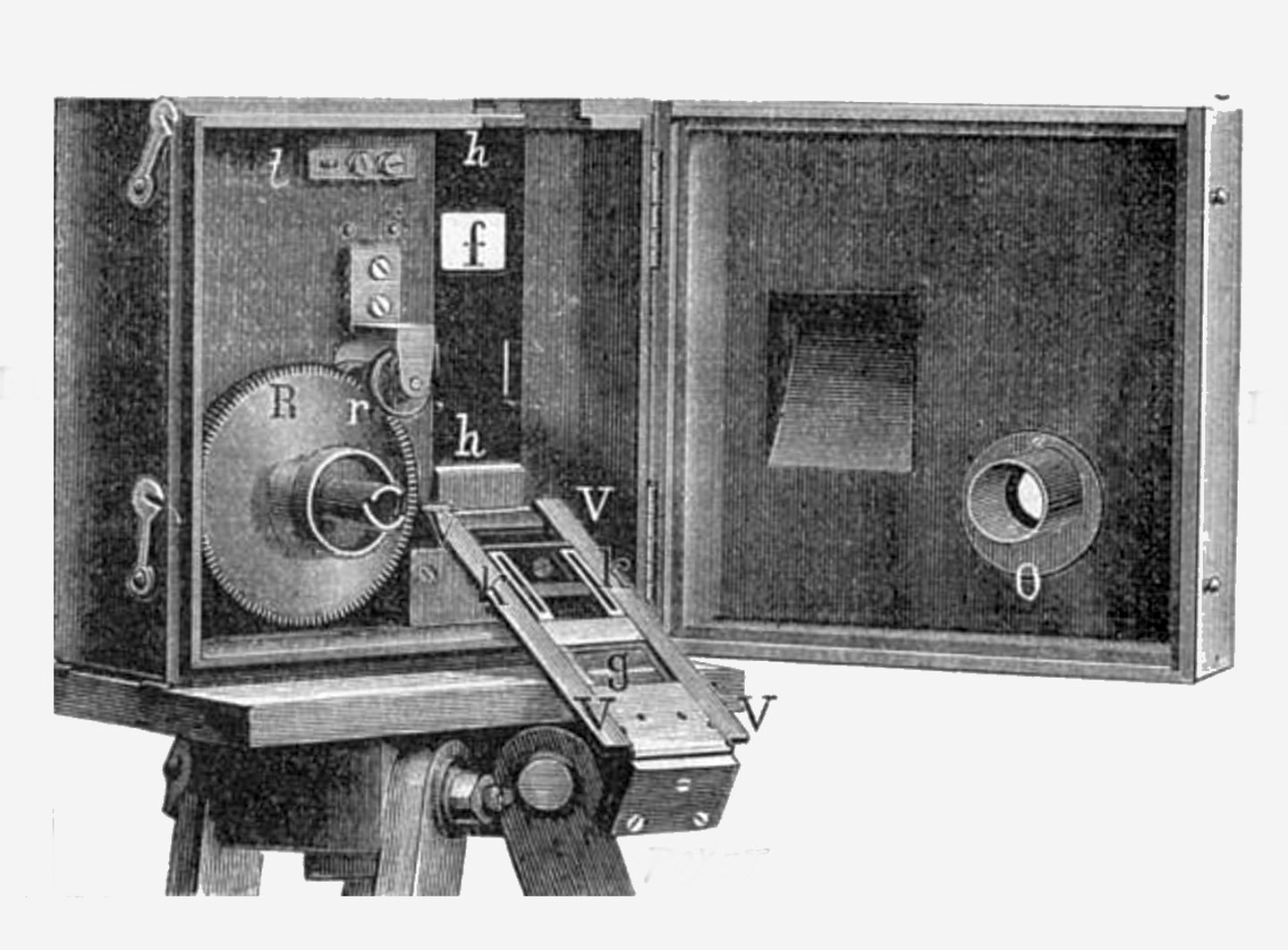
Caméra Cinématographe Lumière ouverte avant chargement (en f, la fenêtre de prise de vues, le couloir de prise de vues est rabattu vers l'avant).

Sur le dépoli, l’image était inversée de gauche à droite et de haut en bas. Une fois ces réglages terminés, il glissait au dos de la chambre un châssis contenant une plaque de verre enduite de produit photosensible protégée de la lumière par un volet amovible. Avant la prise de vue, ce volet était retiré, le photographe enlevait le bouchon qui obturait l’objectif, impressionnant ainsi la plaque. À l’issue du temps de pose qu’il avait calculé, il remettait le bouchon en place, repositionnait le volet amovible et enlevait le châssis porte plaque. 
Les premiers cinéastes agissaient de la même façon, ils recouvraient d’un fragment de pellicule dépolie la fenêtre de prise de vues et faisaient le cadre et la mise au point sur ce fragment avant de le retirer. C’est alors et seulement alors qu’ils chargeaient leur caméra avec un bobineau de pellicule vierge d’une longueur moyenne de 15 à 20 mètres, soit moins d’une minute de prise de vues à la cadence de l’époque, qui était de 15 à 18 images par seconde. « Quand le bobineau de film argentique souple a défilé en entier derrière l’objectif, la prise de vue est terminée. C’est la longueur de pellicule chargée dans l’appareil qui détermine la durée du spectacle, soit 45 à 50 secondes. »
Le négatif vierge était enfermé en laboratoire photo à l’abri de la lumière dans une petite boîte où il avait été replacé après la prise de vues. L’image latente pouvait alors être révélée et fixée en laboratoire photographique ; compte tenu de la longueur de la pellicule à traiter, elle était enroulée en spirale autour d’un cylindre en bois que l’on plongeait successivement dans les différents bains puis que l’on rinçait.

## Types de viseurs

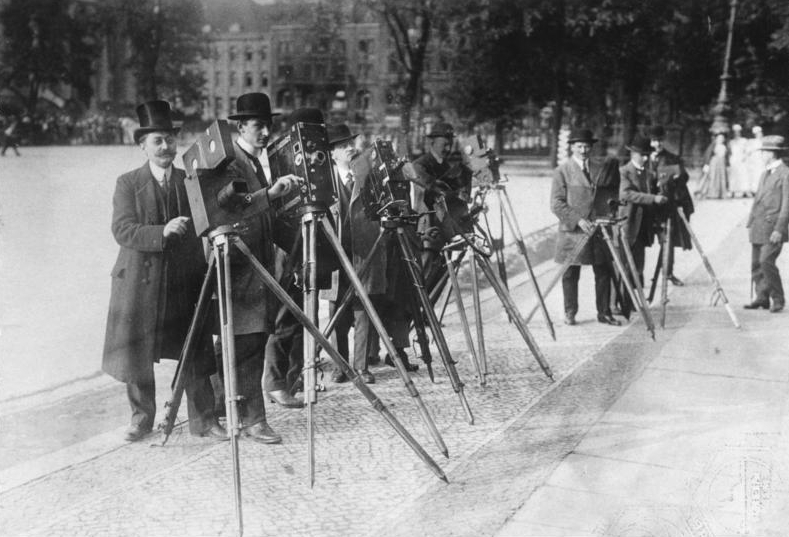
Ces opérateurs allemands du cinéma primitif tournent leur manivelle sans voir ce qu'ils filment, le cadrage et la mise au point ont été faits avant la prise de vues.

Lorsqu’ils filmaient, les mêmes cinéastes primitifs avaient à répondre à deux nécessités : tourner la manivelle au bon rythme — le manuel  des utilisateurs du cinématographe Lumière recommande de mouliner au rythme d’une marche militaire célèbre en France, Le Régiment de Sambre-et-Meuse — et maintenir fermement le trépied photographique où était posée la caméra, afin d’empêcher toute oscillation due à l’effort de la manivelle. « Une fois le film installé dans la caméra, l’opérateur n’avait plus la possibilité de contrôler le cadrage, il se contentait de tourner la manivelle jusqu’à épuisement du bobineau. Comme la majorité des opérateurs de l’époque étaient à l’origine des photographes, ils avaient l’œil aiguisé par l’expérience et, tout en tournant la manivelle, ils pouvaient se rendre compte que leur sujet risquait de sortir du cadre et de passer hors champ. Pour éviter d’être obligés de recommencer la scène et de gâcher de la pellicule, ils avaient trouvé la solution de déplacer le plus rapidement possible la caméra sur son support, au jugé! »
La nécessité de mieux contrôler le cadrage lors de la prise de vues amena dès les premières décennies d’existence du cinéma à doter les caméras de systèmes de visée de deux types, sommaires mais relativement efficaces :

### Viseur sport
Le viseur sport s’apparentait au viseur d’une arme à feu, mais inversé. Il était composé d’un guidon placé du côté de l’opérateur, que celui-ci alignait avec le centre d’une lentille de visée, déterminé par le croisement des deux axes d’un réticule le plus souvent gravé sur la lentille. Ce système rudimentaire n’indiquait que la direction de la prise de vues, la détermination du cadrage selon le type d’objectif installé sur l’appareil restait du domaine du savoir-faire de l’opérateur, professionnel ou amateur. Le guidon présentait parfois plusieurs repères qui étaient autant de moyens de correction approximative de la parallaxe verticale.

### Viseur clair
Le viseur clair était un perfectionnement évident du précédent, un tube identique à celui d’une longue-vue, muni à une extrémité d’un œilleton de visée et à l’autre d’une lentille donnant le grossissement de l’objectif utilisé. Comme le viseur sport, il était placé soit au sommet du boîtier de caméra, sa position au-dessus de l’axe de défilement de la pellicule corrigeant de fait la parallaxe gauche-droite, soit sur le côté, placé juste au niveau de la fenêtre de prise de vues, cette dernière position corrigeant de fait la parallaxe en hauteur. Tout changement d’objectif était accompagné d’un changement de la lentille du viseur clair.

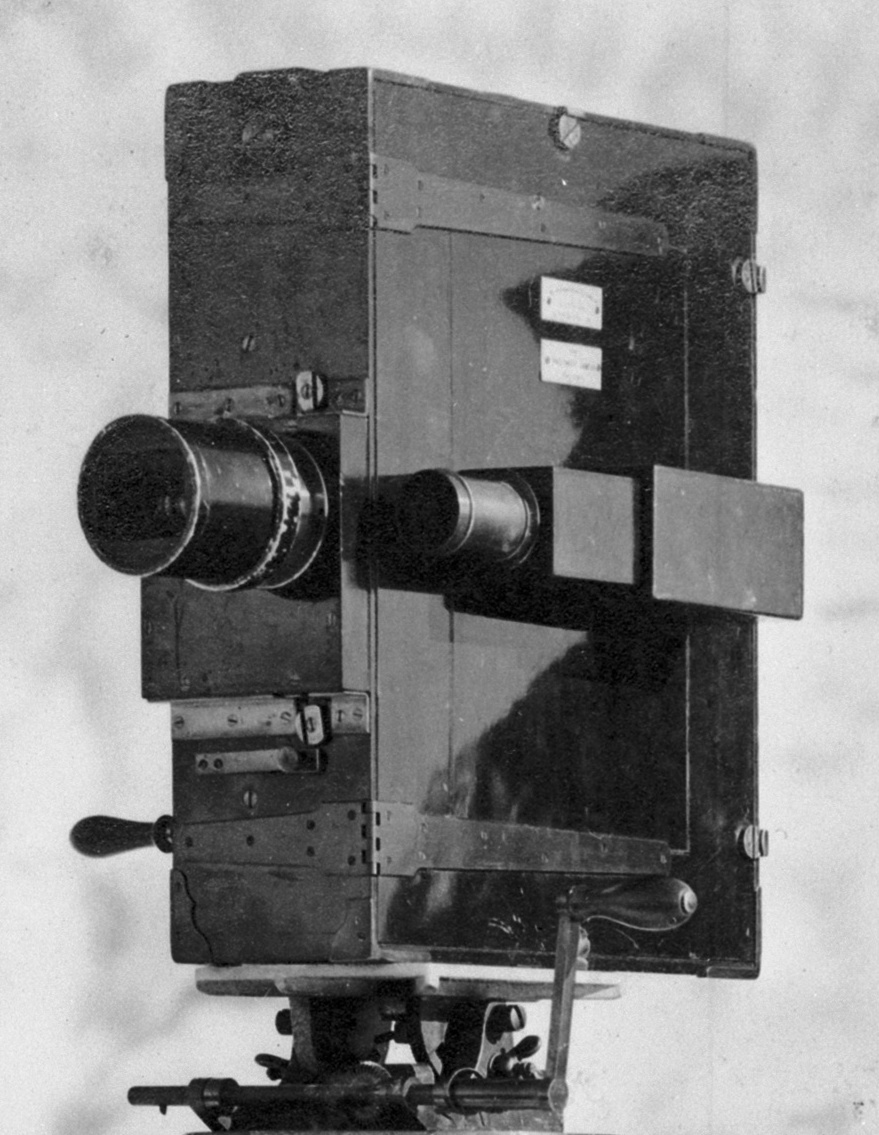
Caméra 35 mm Prestwich modèle 5 à viseur clair sur le côté (1910).
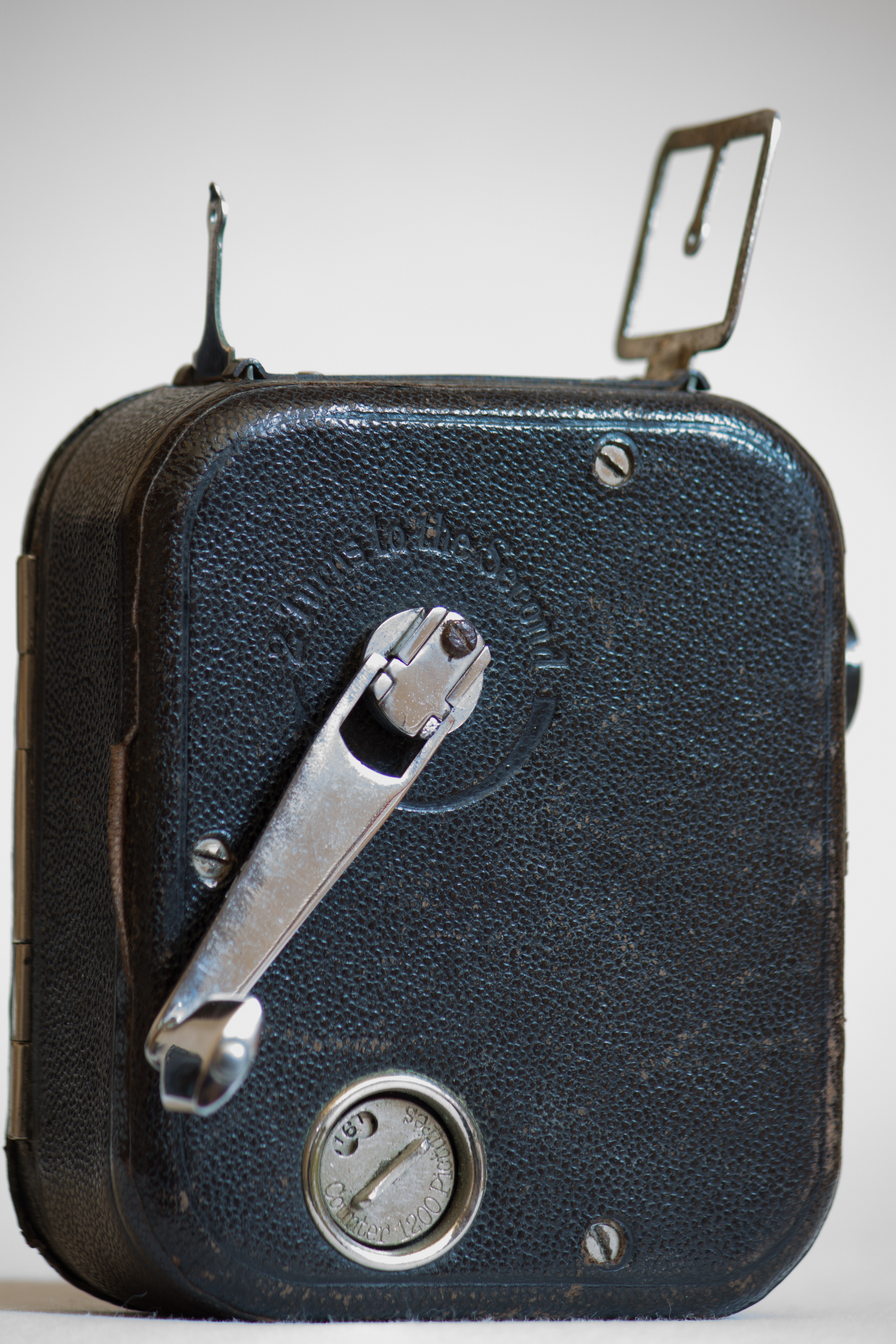
Caméra d’amateur 9,5 mm Pathé-Baby à viseur sport, cadre métallique avec centreur, guidon inversé (1920).
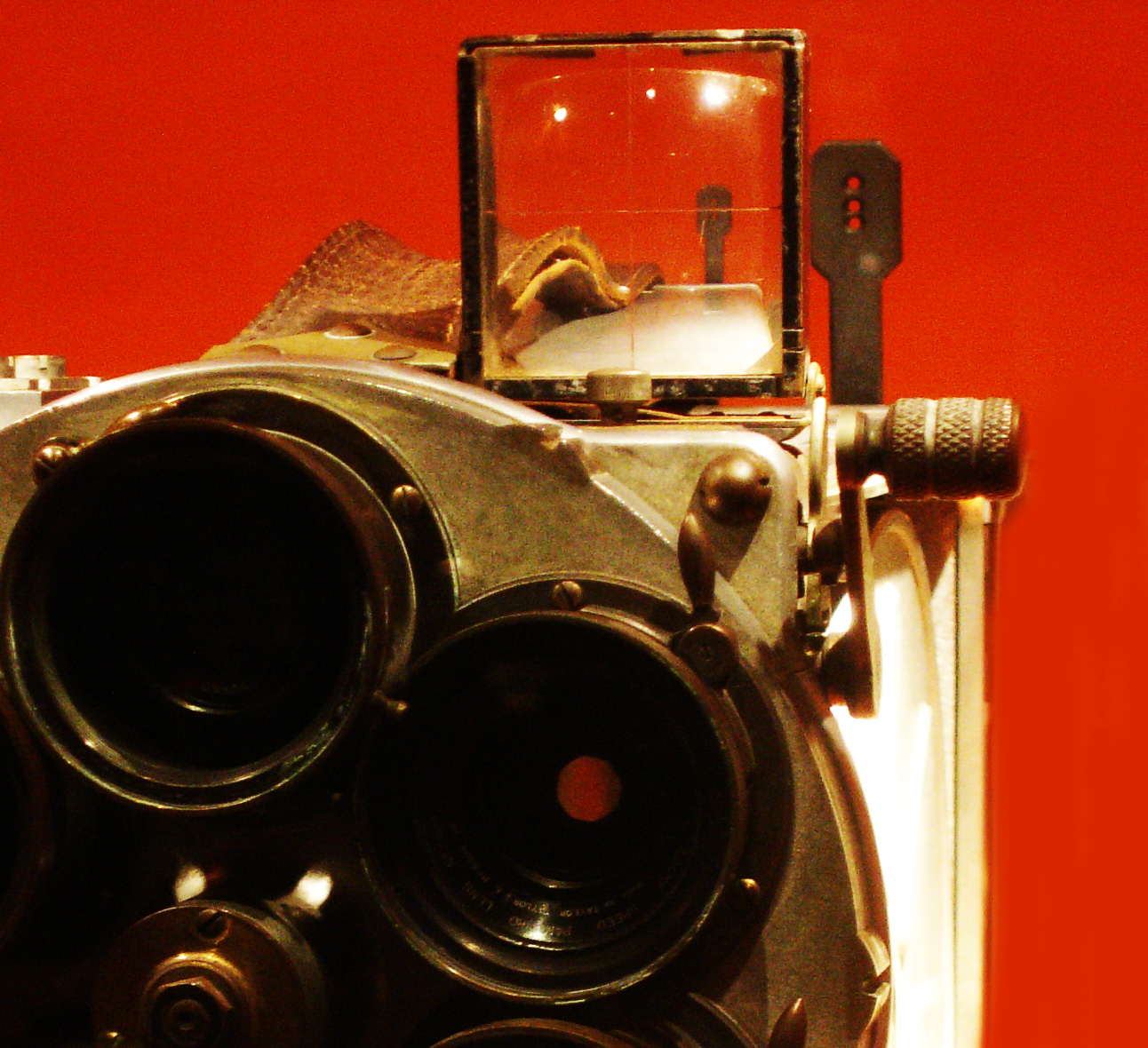
Caméra 35 mm Caméréclair 6 à viseur sport (lentille réticulée, guidon inversé) et viseur interne (1928).

### Viseur interne

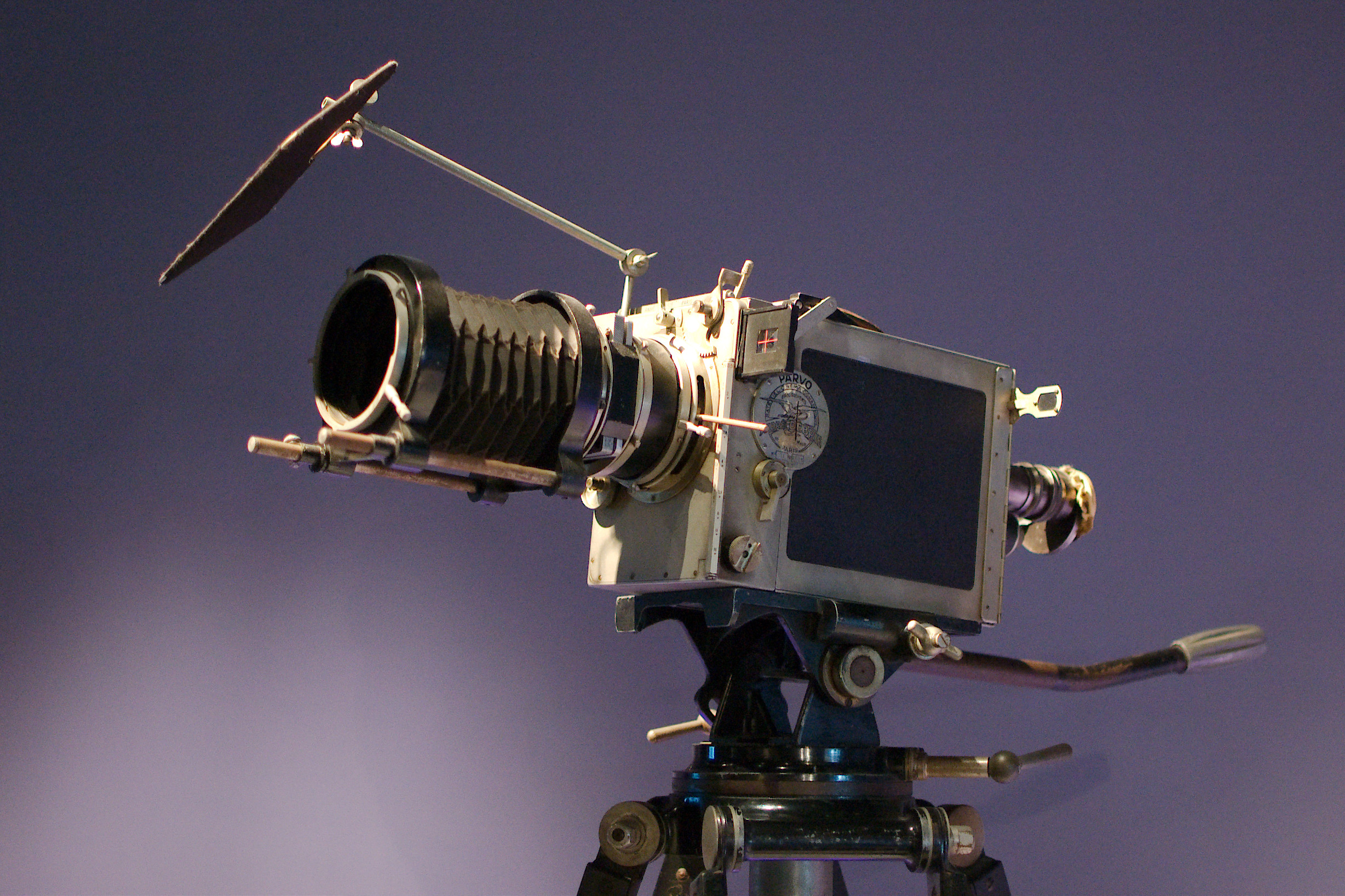
Viseurs de la caméra Debrie Parvo 35 mm (1920-30). Elle est munie d’un viseur sport, bien visible sur le côté, et d’un viseur interne fonctionnant à l’arrêt ou en filmant sous voile noir (œilleton visible à l’arrière de l’appareil).

Pouvoir vérifier le cadrage à travers la fenêtre d’impression du mécanisme, y compris durant toute la prise de vues, semblait cependant la solution la plus fiable. Les caméras furent dès les premières années du XXe siècle équipées d’un tube qui les traversait, d’avant en arrière, permettant de voir l’image qui parvenait de l’objectif, directement derrière la pellicule en mouvement que la lumière frappait et traversait. Chaque photogramme impressionné sur la surface photosensible était ainsi contrôlé dans ses deux dimensions. Ce procédé souffrait cependant d’un inconvénient de taille : son manque de clarté car la lumière qui atteignait la pellicule n’en ressortait à l’arrière qu’en faible partie, d’où le recours au  viseur clair, imprécis mais plus lumineux. Pour éviter toute entrée parasite de lumière par le dispositif de visée à travers la pellicule, le cadreur était obligé de se coiffer le haut du corps d’un voile noir épais.

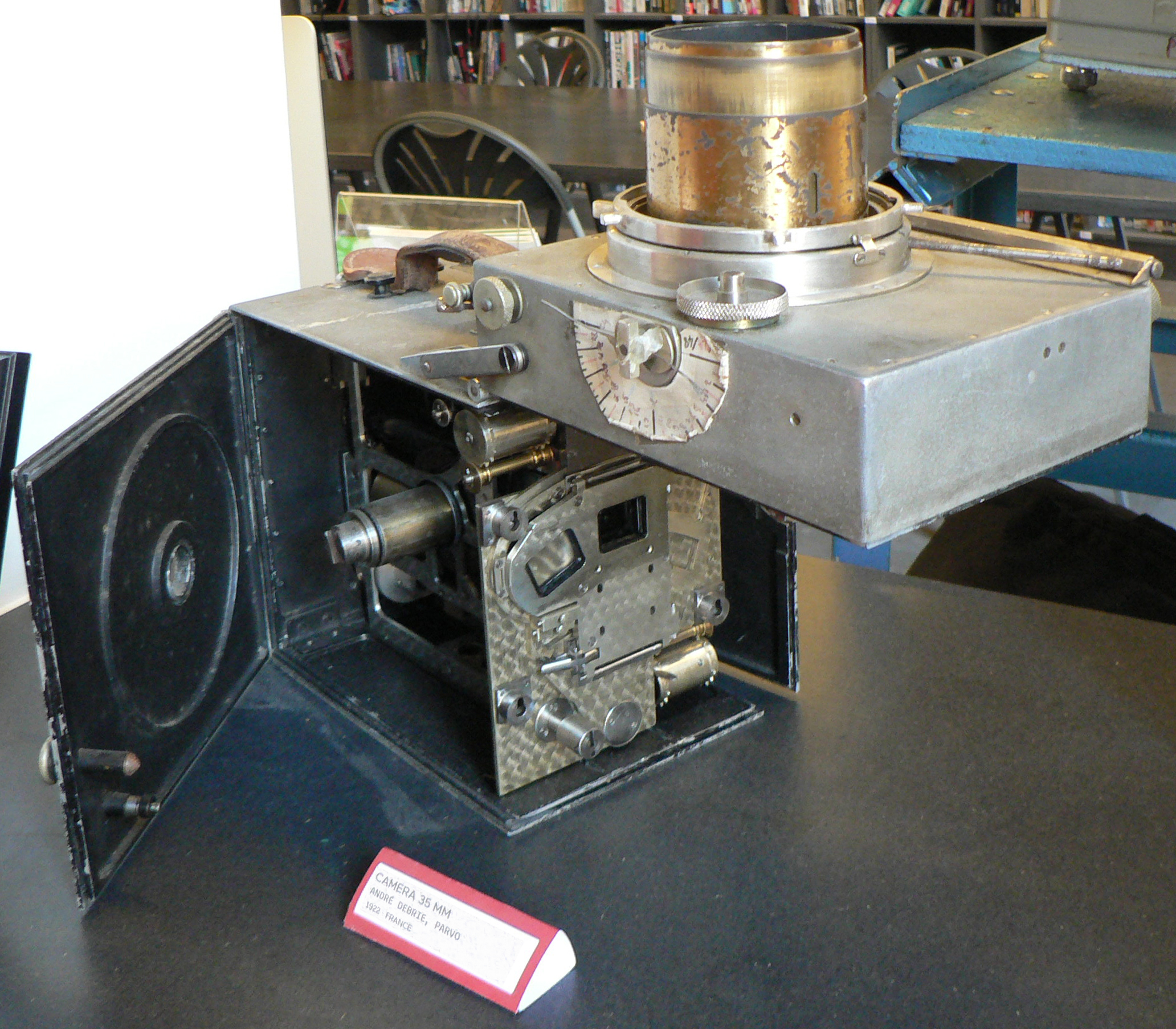
Debrie Parvo L ouverte devant (années 1920-1940)[4].

Le Debrie Super-Parvo, qui succéda au Parvo, était aussi équipé d’un tube de visée arrière qui permettait de cadrer exactement et de bien mettre au point l’optique, mais ce système n’était disponible qu’à l’arrêt, car une amélioration des pellicules l’y obligea. En 1930, un produit dit « anti-halo » fut enduit sur le support avant d’y coucher la gélatine photosensible. Il était destiné à ne laisser passer aucune lumière parasite produite par les pièces mécaniques lisses et brillantes actionnant et conduisant le film,  susceptibles de renvoyer par l’arrière de la pellicule des effluves lumineux sur la gélatine. Ce produit devenait transparent lors du développement, mais, lors de la prise de vues, il avait l’aspect d’un fond gris opaque, il était impossible désormais de viser à travers le support. Le Super-Parvo offrait un procédé destiné à pallier en partie le problème. Lorsque la caméra était arrêtée, une poignée permettait de faire pivoter d’une vingtaine de degrés le bloc d’avance intermittente (griffes, couloir et film chargé) à l’intérieur du corps de la machine, et de viser et mettre au point sur un verre dépoli qui prenait automatiquement la place de ce bloc au foyer de l’objectif. Pour démarrer la prise de vues, il fallait bien entendu faire pivoter le bloc en sens inverse, perdant ainsi la possibilité de viser directement à travers l’objectif via la fenêtre de prise de vues. Cet inconvénient ne gênait pas les prises de vues, fixes pour la plupart d’entre elles dans le cinéma de l’époque. Un viseur à correction de parallaxe, installé sur le côté, autorisait les cadreurs à exécuter facilement les mouvements de caméra : panoramiques ou travellings.

### Viseur à correction de parallaxe
Ce type de viseur était l’amélioration maximale du viseur clair, qui tenait compte des modifications apportées à la pellicule. Disposé cette fois sur le côté de la caméra, juste au niveau de la fenêtre de prise de vues, par sa position il était affranchi de toute parallaxe verticale. Bien qu’installé au plus près de l’objectif, lorsque les personnages se rapprochaient de la caméra ou lorsque celle-ci effectuait un travelling avant dans leur direction, le décalage entre ce que l’on pouvait voir par le viseur et ce qui était réellement impressionné sur la pellicule augmentait au fur et à mesure que l’on s’approchait. Cette correction de parallaxe horizontale était obtenue au moyen d’un réglage fin augmentant ou diminuant l’angle formé entre le viseur et l’axe de prise de vues. Dans les modèles professionnels, la manipulation des mollettes de correction du point, actionnées sur l’un ou l’autre des flancs de la caméra par le premier assistant opérateur lors du déplacement en profondeur des personnages, entraînait automatiquement le système de correction de parallaxe. Le cadreur vise en position haute, sans se pencher sur l’appareil, facilitant les mouvements fluides de la caméra par le jeu combiné de deux manivelles. 

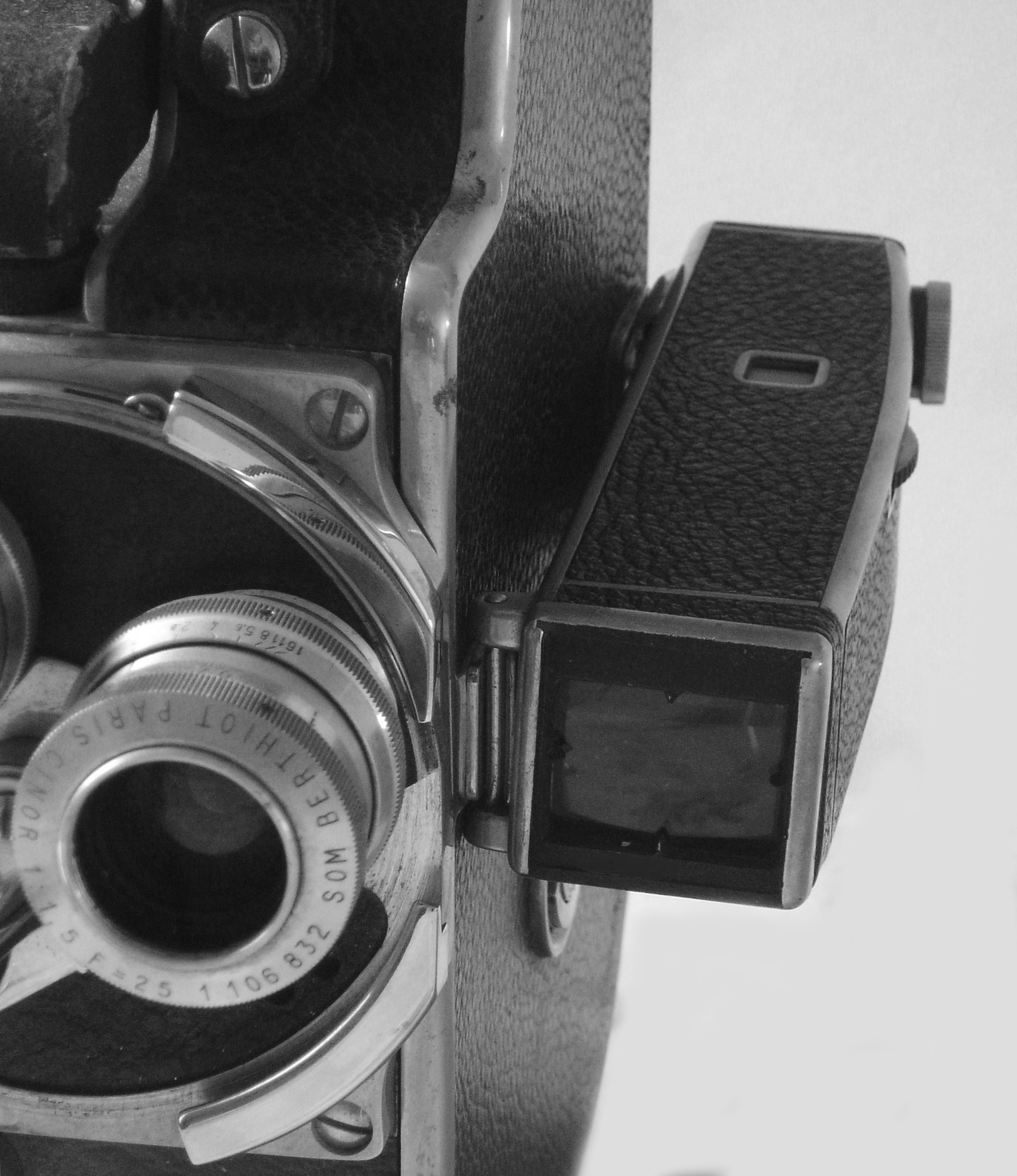
Viseur de la Paillard-Bolex H16 (1950-60) absence de correction de parallaxe pour sujet lointain.
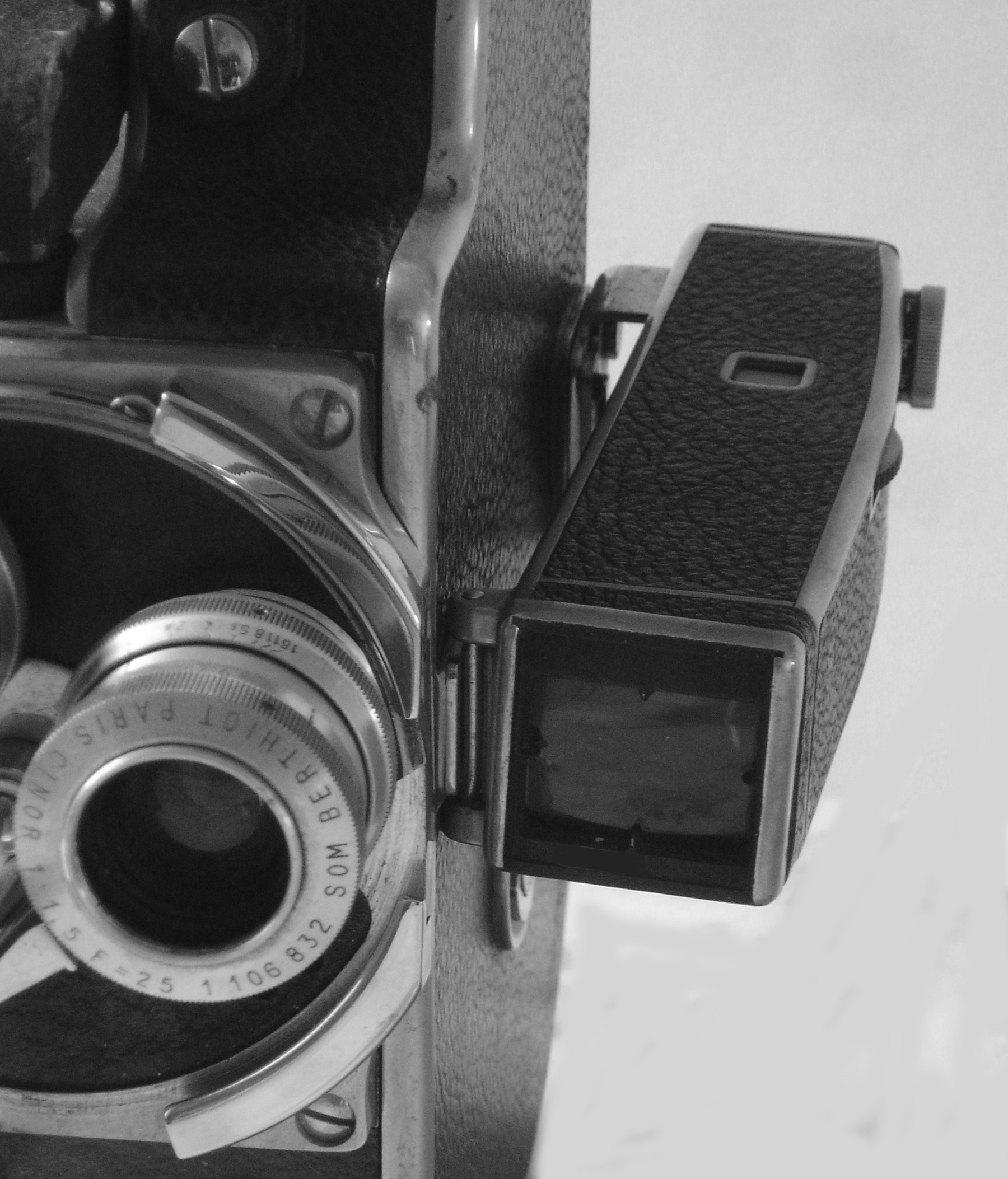
Viseur de la Paillard-Bolex H16 (1950-60) réglage de la correction de parallaxe pour sujet rapproché.
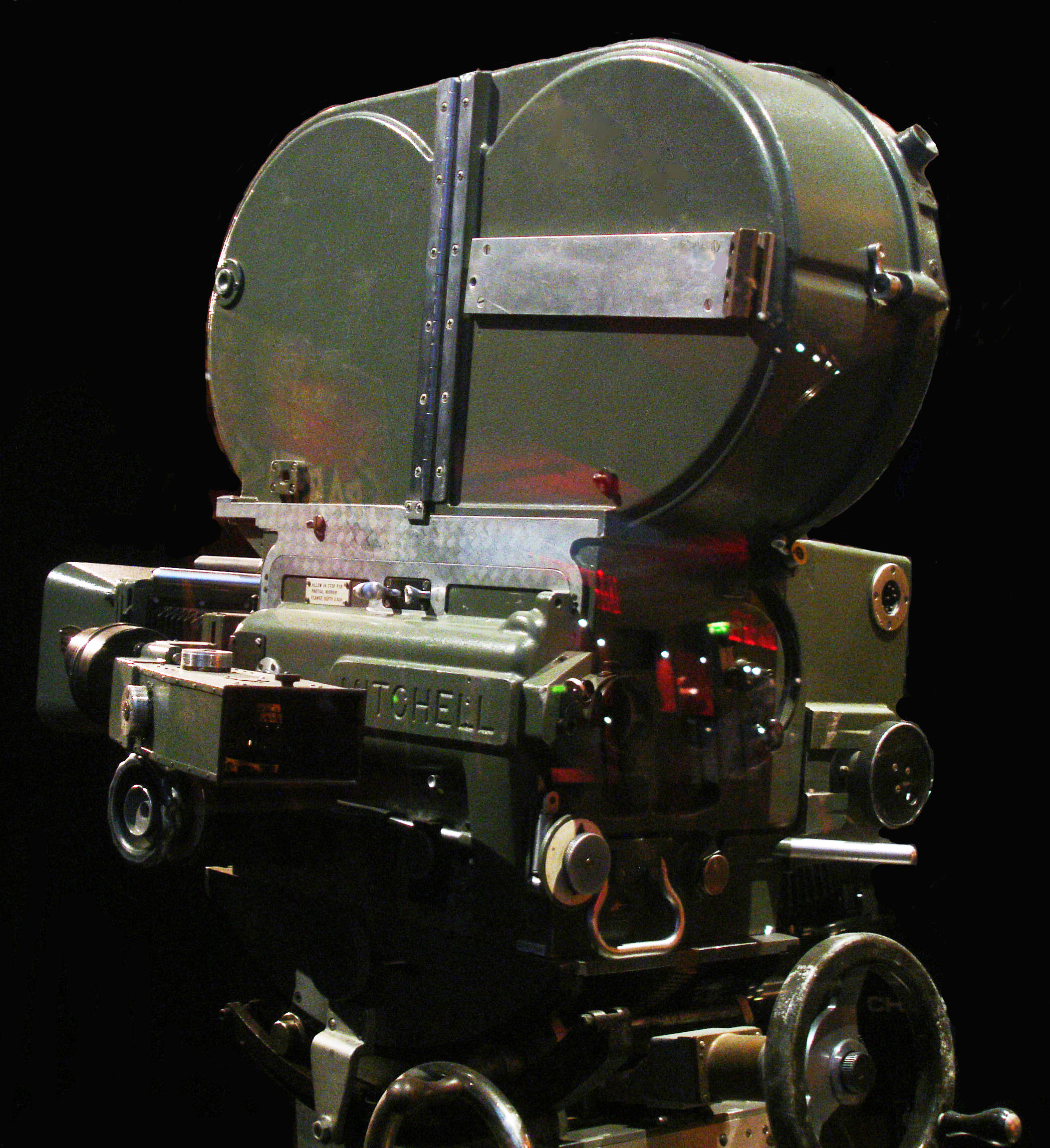
Viseur de la Mitchell BNC 35 mm (1930-70), on voit l'une des deux mollettes de suivi du point, manipulée par le premier assistant opérateur à gauche ou à droite de l'appareil.
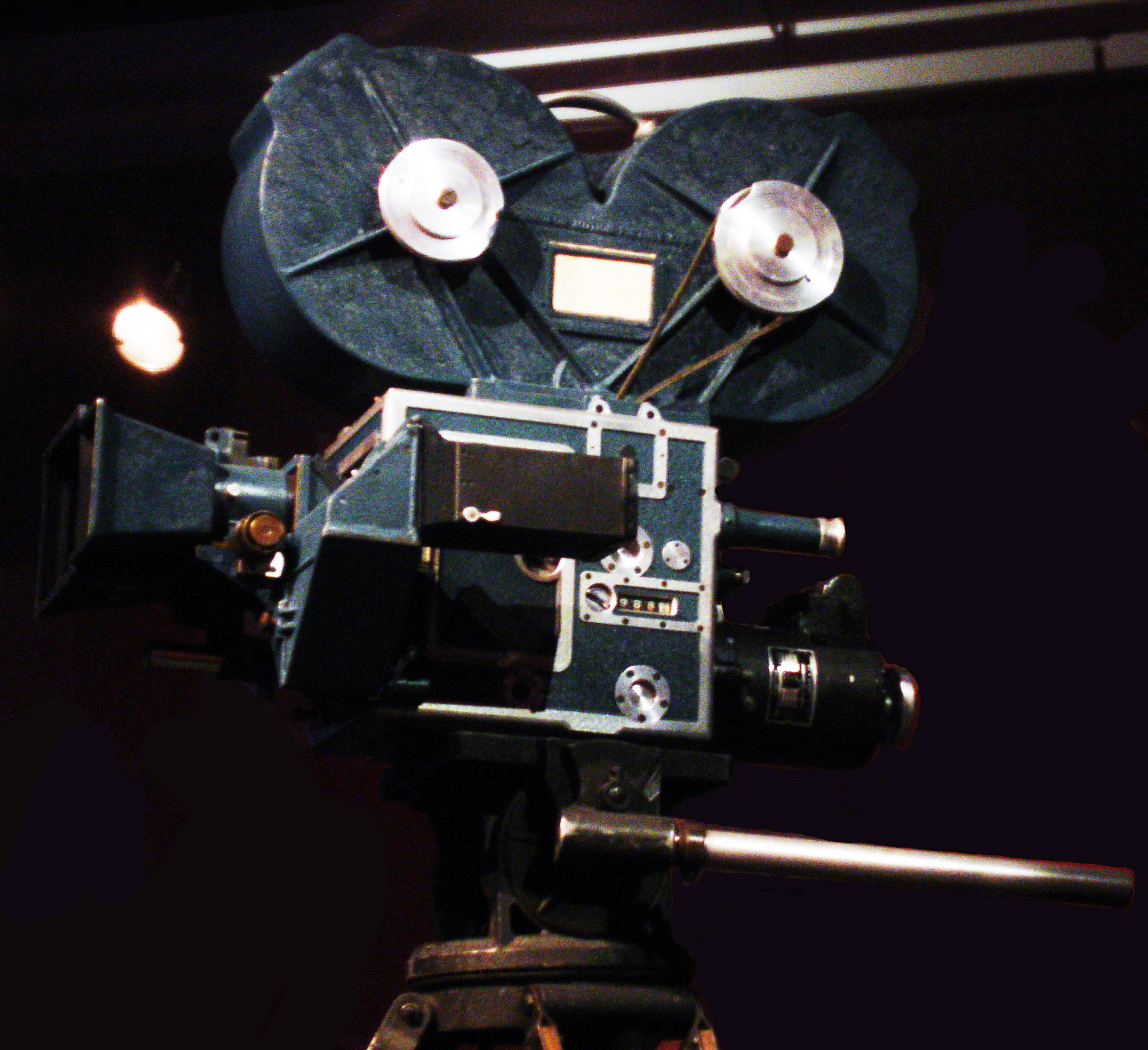
Viseur de la caméra Technicolor 3 × 35 mm (1930-50). La lentille interchangeable du viseur conduit sa grande image à l’œilleton de l’opérateur par un jeu de miroirs et de prismes.

### Viseur reflex
En 1937, Erich Kurt Kästner, un ingénieur travaillant pour le groupe Arnold & Richter, fabricant allemand de matériel de cinéma, développe une idée qui peut paraître aujourd’hui fort simple : incliner à 45° par rapport à l’axe optique, l’obturateur circulaire qui tourne derrière l’objectif juste devant la fenêtre de prise de vues, et le munir d’un miroir renvoyant l’image issue de l’objectif sur un prisme latéral qui renvoie à son tour l’image inversée dans un tube de visée placé sur le côté de la caméra. Le prisme opère en même temps un renversement de l’image inversée et le cadreur peut ainsi régler le cadre et le point sur une image remise à l’endroit. C’est ce qu’on appelle la « visée reflex » (déviation de l'image).
Ce viseur présente en plus l’avantage de découvrir une image plus large et plus haute que la fenêtre de prise de vues même (signalée dans le viseur par un cadre gravé) ; le cadreur a ainsi la possibilité de surveiller un espace restreint du hors-champ, ce qui lui permet de « voir arriver » les comédiens, lorsqu'ils doivent faire une « entrée de champ », et d’éventuellement ajuster son cadrage juste avant.
Plus tard, des systèmes équivalents ont été mis au point par la concurrence, et les dernières caméras argentiques ont pratiquement toutes été munies d’un viseur reflex.

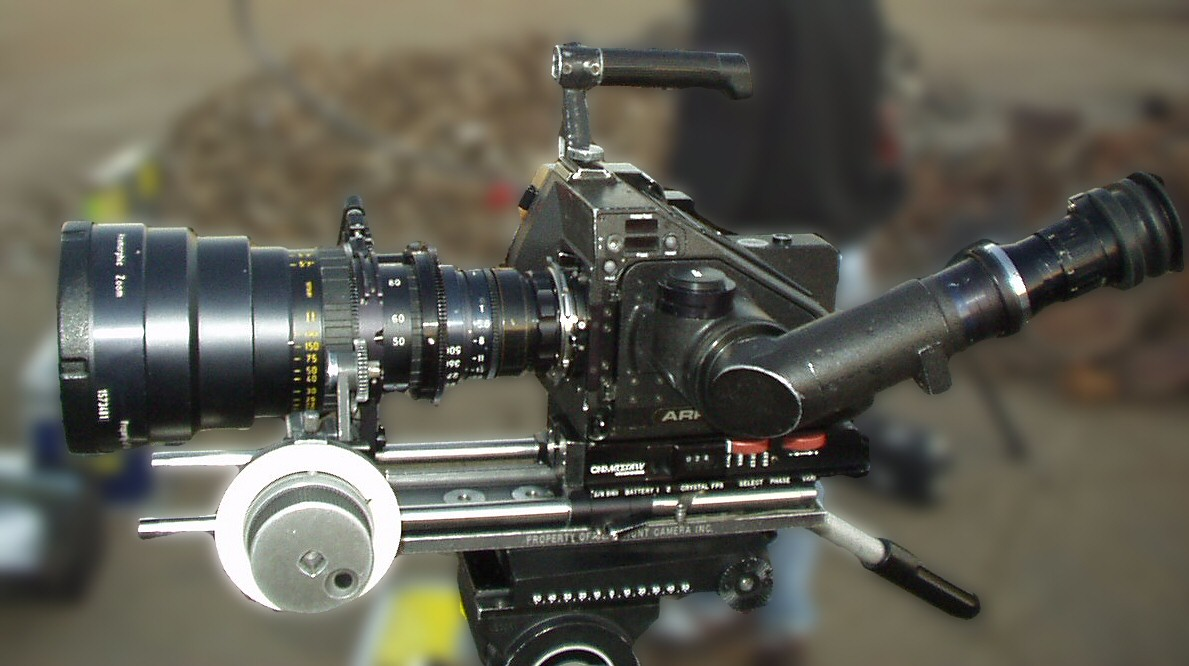
Caméra Arri 35II sans son magasin de pellicule, mettant en valeur le viseur à visée reflex

### Viseurs vidéo et LCD

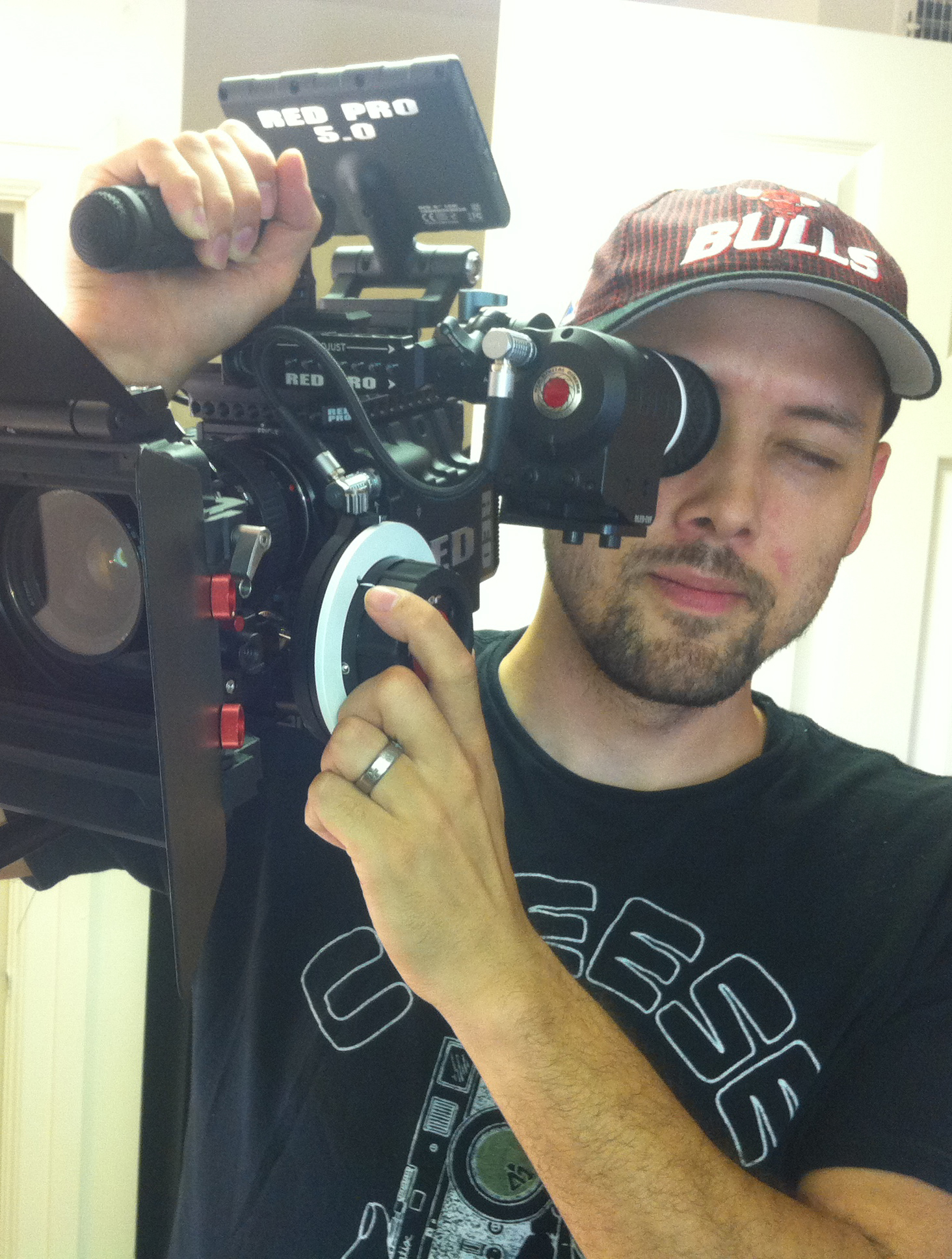
Caméra numérique RED Epic. Peter Oberth cadre avec le viseur LCD à œilleton, la caméra est surmontée en plus d’un écran LCD. Le cadreur contrôle le point de la main gauche.

Les techniques liées à la télévision, et notamment les tournages en vidéo, ont procuré aux caméras argentiques un accessoire de première importance : le viseur vidéo. Une caméra électronique remplace le tube de visée ou fonctionne en parallèle avec lui, permettant notamment au réalisateur, placé devant un moniteur de contrôle, de suivre le jeu des comédiens comme il sera montré en définitive par le talent interposé du cadreur. Le viseur vidéo a permis aussi le développement de systèmes particuliers de portage de la caméra : le steadicam, la louma, et tout autre procédé nécessitant le contrôle à distance du cadre et du point.
Les écrans LCD, plus légers, ont succédé aux moniteurs vidéo, le viseur étant incorporé directement à la visée reflex. Bien entendu, les caméras numériques actuelles sont non seulement équipées d’un viseur à l’usage exclusif du cadreur, mais permettent des branchements destinés à desservir dans leur fonction le réalisateur, le premier assistant opérateur, le directeur de la photographie, le chef opérateur du son, et toute autre personne dont le contrôle est requis durant la prise de vues (spécialiste des effets spéciaux par exemple).